# La Solution d'Asenion
La Solution d'Asenion (titre original : The Asenion Solution) est une nouvelle de science-fiction de Robert Silverberg, publiée en 1989.

## Publications
Cette nouvelle fait partie de l'anthologie Les Fils de Fondation présentée par Martin H. Greenberg en hommage à l'anniversaire des cinquante années d'activités littéraires d'Isaac Asimov, débutées fin 1938-début 1939, et aussi en référence explicite au Cycle de Fondation, du même auteur.
La nouvelle a notamment été publiée en France dans l'anthologie Mon nom est Titan, sortie en août 2006, aux éditions J'ai lu, qui est une sélection des 23 meilleures nouvelles de Robert Silverberg publiées entre 1988 et 1997. Mon nom est Titan forme le quatrième tome de la série Nouvelles au fil du temps, qui regroupe les 124 meilleures nouvelles de Silverberg.

## Résumé
Le physicien Fletcher reçoit régulièrement de nouvelles quantités de plutonium 186, matière impossible théoriquement et inexistante sur Terre. Or ce plutonium-186, au lieu d'être radioactif, est un élément stable, sauf s'il est bombardé d'électrons, auquel cas il devient radioactif ; sa radioactivité augmente même de plus en plus au fur et à mesure qu'on le bombarde !
Finissant par accepter la possibilité que ce matériau provienne d'un univers parallèle et craignant une possible réaction en chaîne incontrôlable lors du stockage de ce matériau, Fletcher décide d'aller consulter Ichabod Asenion, jadis physicien de génie reconverti volontairement dans l'horticulture.
Après avoir réfléchi, Asenion propose une solution à Fletcher pour se débarrasser de ce Plutonium-186 inopportun : utiliser de la thiotimoline, dont « la molécule se tord et part dans des dimensions temporelles adjacentes. Elle s'étend dans l'avenir (…) et dans le passé ». Asenion explique que de la poudre de thiotimoline se dissout dans l'eau une seconde avant que l’eau soit versée. Et si on ne verse pas d'eau, la thiotimoline ira la chercher, soit dans le passé, soit dans l'avenir. Il faut donc mettre le plutonium-186 dans un récipient entouré de thiotimoline ; cette cuve sera entourée d'eau qui devrait se déverser au « temps T », mais une seconde avant, on empêchera l'eau d'arriver. La thiotimoline cherchera « à boire cette eau », et se projettera dans le futur pour ce faire, emportant avec elle le plutonium. Elle va donc voyager dans le temps jusqu'au bout, jusqu'à la fin des temps, ou plutôt la fin du temps. Là, elle percutera la totalité des particules de l'univers : ce plutonium sera le détonateur du Big Bang !
Tout ce plutonium improbable devra donc être envoyé dans le futur au fur et à mesure qu'on le réceptionnera. Peu importe qu'il soit envoyé à des dates différentes : la totalité de la quantité envoyée dans le futur grâce à la thiotimoline apparaîtra en même temps au même endroit.
La nouvelle se finit par l’assurance que Fletcher va convaincre ses collègues d'utiliser le moyen proposé par Asenion. Rien n'est dit dans la nouvelle sur l'origine du plutonium-186, les motivations de ceux ou de Celui qui l'ont envoyé, et du fait de savoir si ces envois vont continuer ou s'arrêter.

## Remarques
- L'intérêt de la nouvelle réside notamment dans le fait que Robert Silverberg parvient à intégrer deux éléments de l'œuvre d'Asimov : d'une part la référence explicite au roman Les Dieux eux-mêmes, avec l'arrivée sur Terre d'un isotope inconnu de plutonium ; d'autre part la référence à la thiotimoline qui était une substance fictive utilisée dans quatre nouvelles d'Asimov, notamment Thiotimoline vers les étoiles.
- Le nom Asenion est un dérivé humoristique d'Isaac Asimov ; la nouvelle indique d'ailleurs que le surnom du prénom d'Asenion est « Ike », lequel est le diminutif du prénom Isaac.